# Salome (île)
Pour les articles homonymes, voir Salome.
L'île Salome (en russe Остров Саломе) est une île russe du groupe des îles Vostotchnye faisant elles-mêmes parties de l'archipel Nordenskiöld. Elle se trouve dans la mer de Kara. 

## Géographie
L'île, située entre les îles Bianki et Matros (dont elle se trouve à 1,9 km au sud) à l'entrée du détroit de la Tranquillité, mesure environ 1,8 km de longueur et culmine à 17 mètres.

## Protection
Comme le reste de l’archipel, elle fait partie de la réserve naturelle du Grand Arctique depuis 1993.

## Sources